# Série spectrochimique
En chimie de coordination, une série spectrochimique est une suite de ligands ordonnée par force de ligand croissante au sens de la théorie du champ de ligands. Il est également possible d'ordonner qualitativement une suite de cations métalliques par valeur croissante de l'écart d'énergie Δ entre orbitales d à la suite de la levée de dégénérescence induite par les ligands ; cet ordre s'avère en pratique être largement indépendant de la nature des ligands.

## Série spectrochimique de ligands
La série spectrochimique de ligands a été proposée en 1938 à partir de spectres d'absorption de complexes de cobalt.
Les ligands en haut de cette liste sont dits faibles car ils ne peuvent forcer l'appariement des électrons dans les orbitales d, ce qui conduit à peupler les orbitales externes d'électrons célibataires, ce qui conduit à un état haut spin. A contrario, les ligands en bas de cette liste sont dits forts car ils forcent l'appariement des électrons dans les orbitales d, ce qui limite le nombre d'électrons célibataires et conduit à un état bas spin.
L'ordre de la série spectrochimique peut être déduit du fait qu'on classe généralement les ligands en fonction de leur capacité à être donneurs ou accepteurs. Certains ligands, comme l'ammoniac NH3, sont des donneurs de liaison σ uniquement, étant dépourvus d'orbitale ayant la symétrie appropriée pour former des liaisons π. Les liaisons de tels ligands avec les métaux sont relativement faibles. L'éthylènediamine C2H4(NH2)2 est également un ligand donneur de liaison σ, mais avec un effet plus fort que l'ammoniac, d'où une plus grande séparation Δ des orbitales d.
Les ligands qui ont des orbitales p occupées sont potentiellement des donneurs π. Ces ligands ont tendance à faire intervenir des liaisons π en même temps qu'ils établissent des orbitales σ liantes, ce qui donne des interactions métal-ligand plus fortes et une plus faible séparation Δ des orbitales d. La plupart des halogénures ainsi que l'anion hydroxyde OH− et la molécule d'eau H2O sont des donneurs π.
Les ligands qui présentent des orbitales vacantes π* et d d'énergie convenable sont susceptibles de former des liaisons de rétrocoordination π, ce qui en fait des accepteurs π. Ceci a pour effet d'augmenter la séparation Δ des orbitales d. Le cyanure CN−, le monoxyde de carbone CO et un certain nombre d'autres ligands sont dans ce cas.
Le tableau ci-dessous range les ligands les plus courants du champ le plus faible en haut au champ le plus fort en bas :
| Ligand                                   | Formule (atome(s) liants en gras) | Charge | Denticité la plus courante    | Observations |
| ---------------------------------------- | --------------------------------- | ------ | ----------------------------- | --- |
| Iodure (iodo)                            | I−                                | −1     | 1                             | |
| Bromure (bromido)                        | Br−                               | −1     | 1                             | |
| Sulfure (thio)                           | S2−                               | −2     | 1 (M=S) ou 2 pontant (M−S−M′) | |
| Thiocyanate (S-thiocyanato)              | SCN−                              | −1     | 1                             | Ambidentate (voir également l'isothiocyanate plus bas)                                                                                               |
| Chlorure (chlorido)                      | Cl−                               | −1     | 1                             | Peut également être pontant |
| Nitrate (nitrato)                        | O–NO2−                            | −1     | 1                             | |
| Azoture (azido)                          | N–N=N−                            | −1     | 1                             | |
| Fluorure (fluoro)                        | F−                                | −1     | 1                             | |
| Isocyanate                               | [N=C=O]−                          | −1     | 1                             | |
| Hydroxyde (hydroxydo)                    | O–H−                              | −1     | 1                             | Souvent pontant |
| Oxalate (oxalato)                        | [O–CO–CO–O]2−                     | −2     | 2                             | |
| Eau (aqua)                               | H2O                               | 0      | 1                             | |
| Nitrite (nitrito)                        | O–N–O−                            | −1     | 1                             | Ambidentate (voir aussi le ligand nitro plus bas) |
| Isothiocyanate (isothiocyanato)          | N=C=S−                            | −1     | 1                             | Ambidentate (voir également le thiocyanate plus haut)                                                                                                |
| Acétonitrile (acétonitrilo)              | CH3CN                             | 0      | 1                             | |
| Pyridine (py)                            | C5H5N                             | 0      | 1                             | |
| Ammoniac (amine, ou plus rarement amino) | NH3                               | 0      | 1                             | |
| Éthylènediamine (en)                     | NH2–CH2–CH2–NH2                   | 0      | 2                             | |
| 2,2′-Bipyridine (bipy)                   | NC5H4–C5H4N                       | 0      | 2                             | Facilement réduit en son anion radicalaire voire en son dianion                                                                                      |
| 1,10-Phénantroline (phen)                | C12H8N2                           | 0      | 2                             | |
| Nitrite (nitro)                          | NO2−                              | −1     | 1                             | Ambidentate (voir aussi le ligand nitrito plus haut)                                                                                                 |
| Triphénylphosphine                       | P(C6H5)3                          | 0      | 1                             | |
| Cyanure (cyano)                          | C≡N− N≡C−                         | −1     | 1                             | Peut être pontant entre deux cations métalliques, liés tous les deux à l'atome de carbone, ou l'un à l'atome de carbone et l'autre à l'atome d'azote |
| Monoxyde de carbone (carbonyle)          | CO                                | 0      | 1                             | Peut être pontant entre deux cations métalliques, liés tous les deux à l'atome de carbone                                                            |

## Série spectrochimique de métaux
Les cations des métaux de transition peuvent également être rangés par Δ croissant, selon un ordre largement indépendant de la nature du ligand :
Mn2+   <   Ni2+   <   Co2+   <   Fe2+   <   V2+   <   Cu2+   <   Fe3+   <   Cr3+   <   V3+   <   Co3+.
Il n'est généralement pas possible de prédire si un ligand donné exercera un champ fort ou un champ faible sur un ion métallique donné, mais on observe certaines tendances en ce qui concerne les cations métalliques :
Δ augmente lorsque l'état d'oxydation augmente ;
Δ augmente lorsqu'on descend le long d'un groupe du tableau périodique.